# Cem Ilkel
Cem Ilkel (nacido el 21 de agosto de 1995) es un tenista profesional de Turquía, nacido en la ciudad de Estambul.

## Carrera
Su mejor ranking individual es el N.º 188 alcanzado el 26 de julio de 2021, mientras que en dobles logró la posición 299 el 27 de agosto de 2018.
No ha logrado hasta el momento títulos de la categoría ATP si en la ATP Challenger Tour.
Ilkel hizo su debut en el cuadro principal de Grand Slam en el Abierto de Estados Unidos 2021 luego de pasar la clasificación.

## Títulos ATP Challenger (1; 1+0)

### Individuales (1)
| N.° | Fecha                | Torneo                | Superficie | Oponente en la final | Resultado   |
| --- | -------------------- | --------------------- | ---------- | -------------------- | ----------- |
| 1.  | 2 de febrero de 2020 | Challenger de Quimper | Dura       | Maxime Janvier       | 7-6(6), 7-5 |